# Nakajima G8N
El Nakajima G8N "Renzan" (連山?   "cordillera") fue un bombardero cuatrimotor con base en tierra empleado por la Armada Imperial Japonesa. Su designación era "Avión experimental de ataque con base en tierra Tipo 18" (一八試陸上攻撃機), y su nombre en código de los Aliados "Rita".
El prototipo inicial fue completado el 23 de octubre de 1944, apenas un año después de ordenarse su desarrollo, y se entregó en enero de 1945. Sin embargo, el agravamiento de la guerra y las carencias de aluminio llevaron a la cancelación del proyecto en junio. Cuatro ejemplares fueron construidos entre octubre de 1944 y junio de 1945. Tras la guerra, un prototipo fue llevado a los Estados Unidos, y desguazado con posterioridad a su evaluación. Ningún ejemplar ha sobrevivido hasta nuestros días.

## Especificaciones (G8N1)

### Características generales
- Tripulación: 10
- Longitud: 22,94 m
- Envergadura: 32,54 m
- Altura: 7,20 m
- Superficie alar: 112 m²
- Peso vacío: 17.400 kg
- Peso cargado: 26.800 kg

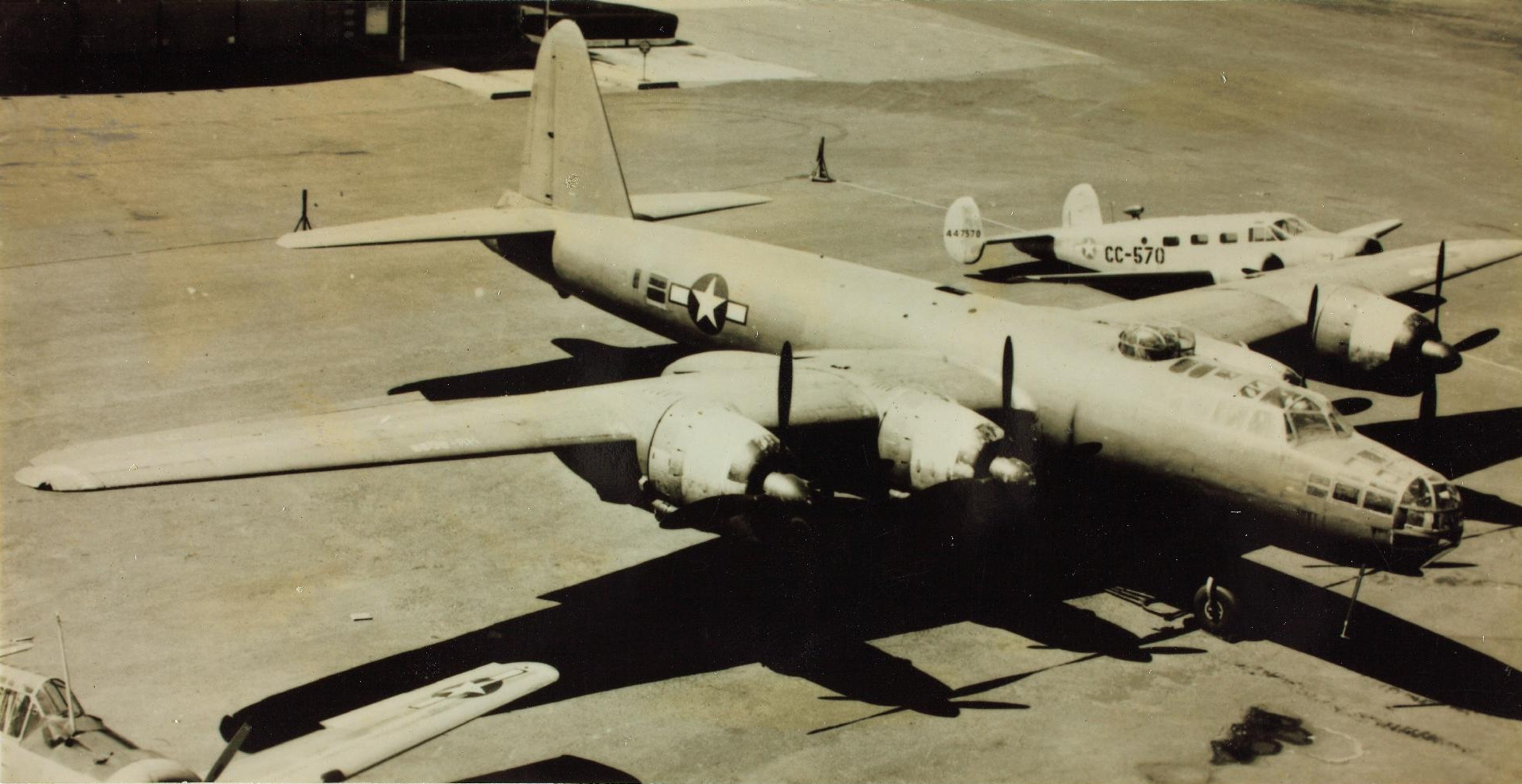
Prototipo del G8N con distintivos estadounidenses.

- Peso máximo al despegue: 32.150 kg
- Motorización: 4x Nakajima NK9K-L 24 "Homare" radiales de 18 cilindros, 1.492 kW (2.000 hp) por unidad

### Rendimiento
- Velocidad máxima: 576 km/h
- Alcance: 7.250 km
- Techo de vuelo: 10.200 m
- Régimen de ascenso: 457 m/min
- Carga alar: 239 kg/m²
- Relación peso-empuje: 3,35 kg/cv

### Armamento
- 6x cañones Tipo 99 de 20 mm en torretas ventral, dorsal y de cola
- 2x ametralladoras Tipo 2 de 13 mm en torreta frontal
- 2x ametralladoras Tipo 2 de 13 mm a ambos lados del fuselaje
- hasta 4.000 kg de bombas

### Aparatos comparables
- Avro Lancaster
- Boeing B-17
- Heinkel He 177

### Secuencia de designación
G5N - 
G6M - 
G7M - 
G8N -
G9K -
G10N